# Champion of Champions Trophy 1970
Die Champion of Champions Trophy 1970 war ein Wettbewerb im Bahnradsport für Sprinter. Es war die 23. Austragung der Champion of Champions Trophy. Das Turnier fand am 27. März in London auf der Radrennbahn Herne Hill statt.

## Rennverlauf
Die Champion of Champions Trophy war das erste internationale Sprintturnier im Rennkalender der Union Cycliste International (UCI) 1970. Am Start waren 18 Bahnradsportler aus sieben Ländern. Vertreten waren Fahrer aus der DDR, der Bundesrepublik Deutschland (Jürgen Barth und Rainer Müller), Belgien, den Niederlanden, Dänemark (mit Vorjahressieger Niels Fredborg), Irland und Großbritannien. Es waren nur Amateure zugelassen. Der Austragungsmodus bestand aus Vorläufen, Hoffnungsläufen, Zwischenläufen und einem Finallauf mit drei Fahrern. Die weiteren Plätze wurden nicht ausgefahren. Sieger wurde Jürgen Geschke, der alle seine Läufe gewann. Im Finale schlug er Niels Fredborg und Werner Otto mit einem Antritt 60 Meter vor der Ziellinie.

## Ergebnisse
| Platz | Fahrer         | Land                                    |
| 01.   | Jürgen Geschke | Deutschland Demokratische Republik 1949 |
| 02.   | Niels Fredborg | Danemark                                |
| 03.   | Werner Otto    | Deutschland Demokratische Republik 1949 |